# Gran Premio de Alemania del Este de Motociclismo de 1963
El Gran Premio de Alemania del Este de Motociclismo de 1963 fue la octava prueba de la temporada 1963 del Campeonato Mundial de Motociclismo. El Gran Premio se disputó el 17 y 18 de agosto de 1963 en el Circuito de Sachsenring.

## Resultados 500cc
En la clasificación de 500cc, John Hartle fue la mayor amenaza para Mike Hailwood y la única que dejó Phil Read. Hartle se retiró, sin embargo. Hailwood ganó con casi un minuto por delante de Derek Minter. Alan Shepherd terminó tercero por tercera vez.

| Pos.    | Piloto            | Equipo    | Tiempo    | Pts. |
| ------- | ----------------- | --------- | --------- | ---- |
| 1       | Mike Hailwood     | MV Agusta | 53:38.4   | 8    |
| 2       | Derek Minter      | Gilera    | +55.2     | 6    |
| 3       | Alan Shepherd     | Matchless | +2:24.9   | 4    |
| 4       | Mike Duff         | Matchless | +1 Vuelta | 3    |
| 5       | Jack Findlay      | Matchless | +1 Vuelta | 2    |
| 6       | Vernon Cottle     | Norton    | +1 Vuelta | 1    |
| 7       | Ian Burne         | Norton    |           |      |
| 8       | Dan Shorey        | Matchless |           |      |
| 9       | György Kurucz     | Norton    |           |      |
| 10      | Roy Robinson      | Norton    | Ret       |      |
| Ret     | Roland Föll       | Matchless | Ret       |      |
| Ret     | Philippe Canoui   | Norton    | Ret       |      |
| Ret     | Veikko Sulasaari  | Norton    | Ret       |      |
| Ret     | John Hartle       | Gilera    | Ret       |      |
| Ret     | Roy Ingram        | Norton    | Ret       |      |
| Ret     | Ernst Weiss       | Norton    | Ret       |      |
| Ret     | Billy Andersson   | Norton    | Ret       |      |
| Ret     | Anssi Resko       | Matchless | Ret       |      |
| Ret     | Ladislaus Richter | Norton    | Ret       |      |
| Ret     | Colin Lyster      | Norton    | Ret       |      |
| Fuente: |                   |           |           |      |

## Resultados 350cc
En 350cc, Jim Redman no se tuvo que esforzar ya que tenía el título mundial en el bolsillo. Así, se limitó a ser tercero y dejar ganar a Mike Hailwood que obtenía una ventaja sobre Luigi Taveri en la lucha por el subcampeonato.
| Pos. | Piloto              | Moto      | Tiempo  | Pts. |
| ---- | ------------------- | --------- | ------- | ---- |
| 1    | Mike Hailwood       | MV Agusta | 52’19”2 | 8    |
| 2    | Luigi Taveri        | Honda     |         | 6    |
| 3    | Jim Redman          | Honda     |         | 4    |
| 4    | Gustav Havel        | Jawa      |         | 3    |
| 5    | Nikolai Sevostianov | CKEB      |         | 2    |
| 6    | Mike Duff           | AJS       |         | 1    |
| 7    | Endel Kiisa         | CKB       |         |      |
| 8    | Dan Shorey          | AJS       |         |      |

## Resultados 250cc
En el cuarto de litro, ahora que Tarquinio Provini no podía comenzar, Jim Redman podía dar un paso importante en su lucha por el título. Pero, al igual que en 1962, Mike Hailwood y Alan Shepherd recibieron un MZ RE 250 para la ocasión y resultaron ser mucho más rápidas que la Honda RC 163 de Redman. Por lo tanto, el daño para Provini fue limitado: Redman anotó solo cuatro puntos.
| Pos. | Piloto              | Moto    | Tiempo      | Pts. |
| ---- | ------------------- | ------- | ----------- | ---- |
| 1    | Mike Hailwood       | MZ      | 49' 40" 400 | 8    |
| 2    | Alan Shepherd       | MZ      | +14" 7      | 6    |
| 3    | Jim Redman          | Honda   | + 1'05" 300 | 4    |
| 4    | László Szabó        | MZ      | + 1'30" 800 | 3    |
| 5    | Luigi Taveri        | Honda   |             | 2    |
| 6    | Stanislav Malina    | ČZ      |             | 1    |
| 7    | Tommy Robb          | Honda   |             |      |
| 8    | Wermer Musiol       | MZ      |             |      |
| 9    | Jack Findlay        | Jawa    |             |      |
| 11   | Kuninitsu Takahashi | Honda   |             |      |
| DNS  | Tarquinio Provini   | Benelli | DNS         |      |

## Resultados 125cc
En el octavo de litro, Teóricamente, Luigi Taveri aún podría convertirse en campeón mundial, pero Hugh Anderson ganó a Alan Shepherd y Bert Schneider. Taveri, mientras tanto, terminó solo cuarto. Anderson tenía ahora en 52 puntos. Con la deducción de los resultados, Taveri también tenía 52 puntos. Ambos tendrían cinco victorias, pero Anderson también habría sido segundo dos veces. Después de algunos cálculos, se estableció que Hugh Anderson fuera campeón mundial de 125cc con una máquina de dos tiempos.
| Pos. | Piloto              | Moto   | Tiempo     | Pts. |
| ---- | ------------------- | ------ | ---------- | ---- |
| 1    | Hugh Anderson       | Suzuki | 48' 55" 7  | 8    |
| 2    | Alan Shepherd       | MZ     | + 1'49" 0  | 6    |
| 3    | Bert Schneider      | Suzuki | + 1'49" 9  | 4    |
| 4    | Luigi Taveri        | Honda  | + 2'25" 6  | 3    |
| 5    | Mike Duff           | MZ     | + 2'47" 6  | 2    |
| 6    | Werner Musiol       | MZ     | + 3'08" 2  | 1    |
| 7    | Jim Redman          | Honda  | + 1 Vuelta |      |
| 8    | Kuninitsu Takahashi | Honda  |            |      |
| 9    | Stanislav Malina    | ČZ     |            |      |
| Ret  | Frank Perris        | Suzuki | Ret        |      |
| Ret  | Laszló Szabó        | MZ     | Ret        |      |